# Теарце
Теарце (мкд. Теарце) је насеље у Северној Македонији, у северном делу државе. Теарце је седиште истоимене општине Теарце.

## Географија
Насеље Теарце је смештено у северном делу Северне Македоније. Од најближег већег града, Тетова, насеље је удаљено 12 km северно.
Теарце се налази у доњем делу историјске области Полог. Насеље је положено на северозападном ободу Полошког поља. Источно од насеља пружа се поље, а западно се издиже Шар-планина. Надморска висина насеља је приближно 510 метара.
Клима у насељу је умерено континентална. 

## Историја
У Теарцу су били посебно значајни Сукоби у Македонији 2001.

## Становништво
Теарце је према последњем попису из 2002. године имало 3.974 становника.
Претежно становништво у насељу су Албанци (58%), а у мањини су етнички Македонци (27%) и Турци (13%).
Већинска вероисповест је ислам, а мањинска православље.